# Apamea fuscata
Apamea fuscata là một loài bướm đêm trong họ Noctuidae.